# 法基赫的監護
法基赫的監護或教法學家的監護（阿拉伯语：ولاية الفقيه）是什葉派伊斯蘭教的學說，認為伊斯蘭教將管治者的職務賦予法基赫（教法學家），履行天命和監護所需者。阿訇對於管治人應握有多大的權力存在分歧，有限教法學家監護是其中一種觀點，這種觀點認為監護權應局限在非訴訟事項，包括宗教捐獻（瓦克夫）、法律事項和沒有受責人的財產。絕對教法學家監護則認為監護權包涵伊斯蘭教先知和什葉派伊瑪目相關的所有事項，包括國家管治。阿亞圖拉魯霍拉·穆薩維·霍梅尼在1970年代的一系列演講促成了監護理念的成形，形成了當今伊朗伊斯蘭共和國憲法的基本概念。伊朗憲法規定政府的最高領袖必須是法基赫。在伊朗，教法學家的監護常被稱為「教法學家的管治」或「伊斯蘭法學家的管治」。

## 學說
「監護」（Wilayat）一詞含有複雜的含義，這與其歷史攸關。在詞法上，「監護」一詞由阿拉伯語「華里欣」（waliyan）的動名詞「維拉耶」（wilaya）衍生出來，意指對某事物有操縱權。嚴格來說，「監護」可解作統治、至上和主權。在另一種意義上說，這個詞語也可解作友誼、忠實和保護。
法基赫的監護的教義根源來自一個聖訓，據稱先知穆罕默德曾說：「阿訇是先知的後繼人」雖然最早的什葉派穆智台希德（伊斯蘭學者）如謝赫·穆菲德（Al-Shaykh Al-Mufid）曾經提出過近似的觀點，而伊朗在塔赫瑪斯普一世時期也實施過一段時間，但學者約翰·埃斯波西托（John Esposito）在《伊斯蘭教牛津辭典》裡認為莫爾塔扎·安薩里（Morteza Ansari）才是提出法基赫的監護這種概念的第一名伊斯蘭學者。
對於法基赫的監護，賈法里派學者當中有著不同幅度的意見，由伊斯蘭社會中無人看管的活動如缺乏照顧的兒童以至對所以公共事務的絕對權力。
「監護」可分為兩種，什葉派教律的多個章提及過第一種，論及對死者和對所需者的監護，如精神病人、缺勤者、清貧者等，例如古蘭經第17章33節提及被加害者的繼後人有以牙還牙的權力。上述的特性都不在人文社會當中應用，故這一類「監護」不能應用在社會上。
伊斯蘭信仰和伊斯蘭教義學（Kalam，透過溝通來尋求神學學說）裡提及過第二種的「監護」，論及對賢明和知識份子的監護。古蘭經第5章第55節隱晦地提及過第二種「監護」，法基赫的監護所指的監護就是這種監護。法基赫的監護不是指追隨大阿亞圖拉，而是出自情理和理智的緣故。

### 教法學家的有限監護
傳統上，什葉派法學者更傾向接受有限監護這種解說，使世俗勢力稱什葉派的君王為「蘇丹」。蘇丹們應捍衛他的的領土，抵抗非什葉派勢力。
根據伊朗學者葉爾萬德·阿布拉哈米安，什葉派學者經歷過多個世紀的爭論，「沒有任何人能明確地主張君主制的本身不符合規定，也沒有說法指出資深的教士有權掌管國家」。
大部分學者都視阿訇負有以下職責：
- 學習建基於古蘭經、聖行和十二伊瑪目教誨的法律
- 運用情理
- 更新法律
- 針對新的疑難而發表聲明
- 仲裁法律糾紛
- 向應得的寡婦、孤兒、院生、先知的貧苦後裔發放胡姆斯（Khums，一種伊斯蘭稅收）

根據阿亞圖拉的領導人物賽義德·侯賽尼·西斯塔尼，法基赫的監護是指：
|  | 每名法學家（法基赫）都非訴訟事項都具備監護權……而對於與社會秩序相關的一般事項，法基赫的監護及其實施要取決於一些必然條件，包括法基赫須得到大多數穆斯林的認受。 |

在伊拉克的一些主要政務決定上，雖然大阿亞圖拉西斯塔尼的角色重要，但是他的思想流派被認為是寂靜主義，盡量將宗教保持在政治的範圍之外，直至伊瑪目時代的降臨。

### 教法學家的絕對監護
絕對監護的支持者引用古蘭經第24章62節，相信公共事務可由教法學家作出監護。崇尚建立伊斯蘭國家的學者認為絕對監護對境內的公共事務具有絕對權力，否則不能有效管治國家。
教法學家絕對監護的思想在霍梅尼領導的伊朗伊斯蘭革命發揮影響力，此前霍梅尼在《伊斯蘭政府:法學家的統治》（Hokumat-e Islami: Valiyat-e faqih）裡闡釋了這種觀點。他認為教法學家的絕對監護是必須的，用以在伊瑪目隱沒時期保護和保存伊斯蘭教。他又補充社會需要由對伊斯蘭教法最熟稔的人物來管治。

## 歷史
教法學家的有限監護自謝赫穆菲德（Al-Shaykh Al-Mufid）以來已為人所知，當時什葉派的伊智提哈德概念在公元10世紀湧現，法學家以此來評定胡姆斯。
教法學家的絕對監護可能是在賈法里派的一部著名著作裡首次提出。後來，伊朗的阿亞圖拉穆罕默德·梅荻·納拉基在一篇文章裡提倡伊斯蘭教領袖採用溫和的政治取態，即是教法學家的有限監護。
在伊朗憲政革命時期，謝赫法茲盧拉·努里（Sheikh Fazlollah Noori）將這個理論訂制，使之匹配伊朗國民會議，他最終因其伊斯蘭政府思想而被反對派處死，伊朗國民會議也因此被廢除。不過，教士卻得到了擴展版本的監護權。
1970年，霍梅尼的連串演講內容集結成著作《伊斯蘭政府:法學家的統治》，論證君主制不合伊斯蘭教教義，他認為一個伊斯蘭國度裡把持政府職務的人員須具備沙里亞法規的知識，而國家統治者應該是法基赫擔任，法基赫在伊斯蘭教法和司法制度上的「知識超越其他人」，才智和行政技能兼備。
這個理論成為了伊朗伊斯蘭革命的一部分，在此前，阿亞圖拉納拉基是首個將它引進到伊朗王法裡的人物，讓伊朗的阿亞圖拉可以確保伊斯蘭教法可對普通法產生影響。

## 應用

### 伊朗政治中的教士
伊朗是歷史上第一個在政府架構上採用法基赫的監護的民族國家。伊朗伊斯蘭共和國的「法基赫的監護」不僅是由教士擔任的最高領袖來代表，還包括了其他的重要體系，特別是專家會議，專家會議的成員都必須是教士，而在憲法監督委員會和法院當中，教士亦佔半數。周五禮拜的帶領者都是由最高領袖委任。

### 對立
什葉派穆斯林可以在私務上跟隨或仿傚大阿亞圖拉，法基赫可要求穆斯林就公共事務執行為穆斯林共同利益而發出的指令，其他的大阿亞圖拉都要執行指令。不過，一些大阿亞圖拉在一些事務上對其他阿亞圖拉的指令提出了反對。
例子包括：
- 阿亞圖拉薩迪克·魯哈尼（Sadeq Rouhani）譴責另一位阿亞圖拉侯賽因-阿里·蒙塔澤里，並抨擊專家會議任命蒙塔澤里作為霍梅尼繼承人的決定。後來薩迪克·魯哈尼寫了一封公開信指責前總統阿克巴爾·哈什米·拉夫桑賈尼的政府政策，魯哈尼的教令禁制西洋棋、哈拉勒及音樂，而拉夫桑賈尼卻允許這些活動的進行，而魯哈尼認可的阿舒拉節禁慾苦修卻遭到禁制。
- 在兩伊戰爭時期，阿亞圖拉穆罕默德·侯賽尼·設拉子頒佈一條法令，禁止對薩達姆·侯賽因部隊的任何抵抗，薩達姆·侯賽因侵佔了伊朗的部分領土，企圖扼殺伊斯蘭革命。最高領袖霍梅尼則指出所有伊朗人都有義務捍衛他們的領土，設拉子因此而被軟禁。另一位阿亞圖拉哈桑·塔巴塔巴伊-庫米（Hassan Tabataba'i-Qomi）也因提出反對戰爭的言論而被軟禁。

一些阿亞圖拉被聲稱與反伊斯蘭共和國活動有關而被軟禁，包括：
- 阿亞圖拉穆罕默德·卡齊姆·沙里亞特馬達里在1982年被指與推翻政府的一場政變有關而被軟禁[18]。
- 阿亞圖拉穆罕默德·塔希爾·舒拜爾·哈加尼（Mohammad Taher Shubayr Khaqani）在1980年被指支持薩達姆·侯賽因而被軟禁。
- 阿亞圖拉侯賽因-阿里·蒙塔澤里在1997年因抨擊最高領袖阿里·哈梅內伊而被軟禁[19]。
- 阿亞圖拉阿蘇貝丁·拉斯特加·喬伊巴里（Yasubedin Rastegar Jooybari）的著作含有反遜尼派內容而引發1994年伊朗遜尼派地區發生暴發，因此而被軟禁。

## 批評
批評者有時會使用「穆拉政府」（mullahcracy）一詞來形容監督委員會和伊斯蘭共和體系，「穆拉」是所有伊斯蘭學者的稱謂，在後綴加上「政府」用以指稱其政府。
一些伊斯蘭學者如大阿亞圖拉侯賽因-阿里·蒙塔澤里和阿亞圖拉侯賽因·卡澤梅尼·波洛傑迪（Hossein Kazemeyni Boroujerdi）也批評伊斯蘭學者的過度干預，批評的矛頭主要指向軍方和秘密警察。

## 對批評的回應
- 瓦克夫應被理解為捐款。
- 沒有人提出伊朗伊斯蘭共和國憲法是法基赫的監護體系裡最佳的貫徹工具。憲法的第14章名為「修憲」，憲法也曾經被修改過一次[23]，而理論和實際應用應該要分開來理解。